# 張儼 (三國)
張儼（？—266年），字子節，吳郡吳縣（今江蘇省蘇州市）人。三國時期孫吳官員，孫皓時官至大鴻臚。

## 生平
張儼年輕時就已經很有名聲，與朱桓的兒子朱異、張惇的兒子張純是好友，曾一同去拜訪驃騎將軍朱據，朱據對他們的才華很是賞識。仕吳後歷任顯位，孫權時曾上奏《請立太子師傅表》。後因為他博聞多識，被任命為大鴻臚。寶鼎元年（266年，晉泰始二年），受命與五官中郎將丁忠出使晉國，吊祭司馬昭。張儼到了晉都洛陽後，賈充、裴秀、荀勖等試圖難倒他都沒能成功，羊祜、何楨都來與他結交。後來張儼在返回武昌的途中去世。
張儼著有《默記》三卷，兩個兒子张翰、张勃也都善於寫作。由於諸葛亮《後出師表》出自張儼《默記》一書，因此一直以來，都有《後出師表》是否為張儼托名偽作的爭議。
张勃在《吴录》中为张俨作传，开历代史书子为父作传之先河。

## 家庭
- 張勃，張儼子，著有《吳錄》。
- 张翰，字季鷹，張儼子，東晉名士，在當時有文章數十篇傳世。於唐《晋书·文苑传》有传。